# Ставнюк, Виктор Владимирович
Ви́ктор Влади́мирович Ставню́к (03.10.1956, с. Жван Винницкой обл.) — украинский антиковед, доктор исторических наук (2006), профессор (2008), с 2010 года заведующий кафедрой истории древнего мира и средних веков исторического факультета Киевского университета.

## Биография
Окончил среднюю школу в родном селе, учился в 1963—1973 годах, затем работал там же в колхозе. В 1974—1976 годах служил в СА. В 1977 году работал токарем на заводе им. Петровского.
Выпускник кафедры истории древнего мира и средних веков исторического факультета Киевского университета, где учился в 1977—1982 годах.
В 1982—1984 годах — ассистент кафедры всеобщей истории истфака Полтавского госпединститута.
В 1984—1987 годах учился в аспирантуре кафедры истории древнего мира истфака МГУ. В 1988 году под руководством В. И. Кузищина защитил кандидатскую диссертацию «Суспільно-політична діяльність Фемістокла».
В 1987—1993 годах — доцент кафедры всеобщей истории Полтавского госпединститута, замглавы профкома. В 1993 году перевёлся на кафедру истории Древнего мира и Средних веков исторического факультета Киевского университета, доцент, профессор, замзавкафа, с 2010 года её заведующий.
В 1995—2008 годах — старший научный сотрудник Института истории Украины НАН Украины.
Докторская диссертация «Становлення та еволюція афінського поліса (від занепаду ахейської цивілізації до реформ Ефіальта і Перікла)» (К., 2006).
Преподавал древние языки в вузах Полтавы и Киева.
Подготовил 9 кандидатов исторических наук.
Отличник образования Украины (1995).